# Aleksy Janiec
Aleksy Janiec (ur. 21 lutego 2003) – polski koszykarz, występujący na pozycjach rzucającego lub niskiego skrzydłowego, urodzony w Tarnobrzegu wychowanek Siarki Tarnobrzeg były zawodnik Suzuki Arka Gdynia, aktualnie zawodnik Decka Pelpin.

## Osiągnięcia

### Drużynowe
Młodzieżowe
- Mistrz Polski U-16[1] (2019)
- Brązowy Medalista MP U-18[2] (2020)

- Brązowy Medalista MP U-19[3] (2021)

#### Reprezentacja
- Mistrz Europy U-16 dywizji B[4] (2019)